# Vojaška tehnika v drugi svetovni vojni
Vojaška tehnika v drugi svetovni vojni je krovni članek o vojaški tehniki, ki je bila v uporabi ali razvita med drugo svetovno vojno.

## Kopenska vojska
- brzostrelke druge svetovne vojne
- repetirke druge svetovne vojne
- polavtomatske puške druge svetovne vojne
- jurišne puške druge svetovne vojne
- tanki druge svetovne vojne
- protioklepna raketna orožja druge svetovne vojne

## Vojno letalstvo
- lovci druge svetovne vojne
- bombniki druge svetovne vojne

## Vojna mornarica
- podmornice druge svetovne vojne
nemške podmornice druge svetovne vojne